# Kristiligi Fólkaflokkurin
Kristiligi Fólkaflokkurin, Føroya Framburðs- og Fiskivinnuflokkur (KFFFF) var et politisk parti på Færøerne. Det blev normalt bare omtalt som Kristligi Fólkaflokkurin (Kristligt folkeparti). Det stillede til valg for første gang i 1958 som Framburðsflokkurin, og for sidste gang i 1998. Partiet var grundlagt på en værdikonservativ politik som appellerede til fiskere og kristne vælgere, som til sammen udgør en stor gruppe af øernes befolkning, den gang endda større end i dag. Partiet oplevede gennem sin historie flere splittelser, og i 1992 meldte to lagtingsrepræsentanter sig ud og stiftede Miðflokkurin, som må anses som det parti som i dag viderefører Kristiligi Fólkaflokkurins politik.

## Ledere
| Formænd - Niels Pauli Danielsen ?–2000 - Kjartan Mohr 1955–? |  | Parlamentariske ledere - Lasse Klein 1994–1998 - Tordur Niclasen 1984–? - Juul Jacobsen 1978–1984 - Kjartan Mohr 1958–1978 |

## Regeringer
Partiet var med i flere af Færøernes Regeringer (landsstýri), men havde aldrig Lagmanden (løgmaðurin). Partiet har haft to ministre: Tordur Niclasen som uddannelses- og sundhedsminister (1989), og Niels Pauli Danielsen som udanneses- og kommunalminister (1985–88). Partiet har været regnet som deltagende i følgende regeringer:
- Hákun Djurhuus' regering, 1963–67
- Atli Dams fjerde regering, 1985–88
- Jógvan Sundsteins første regering, 1989

## Resultater ved lagtingsvalg
| Valg | Stemmeandel | Mandater |
| ---- | ----------- | -------- |
| 1958 | 2,9%        | 1        |
| 1962 | 4,4%        | 1        |
| 1966 | 2,8%        | 1        |
| 1970 | 3,5%        | 1        |
| 1974 | 2,5%        | 1        |
| 1978 | 6,1%        | 2        |
| 1980 | 8,2%        | 2        |
| 1984 | 5,8%        | 2        |
| 1988 | 5,5%        | 2        |
| 1990 | 5,9%        | 2        |
| 1994 | 6,3%        | 2        |
| 1998 | 2,5%        | 0        |